# Sallis
Sallis és una població dels Estats Units a l'estat de Mississipi. Segons el cens del 2000 tenia 114 habitants.

## Demografia
Segons el cens del 2000, Sallis tenia 114 habitants, 50 habitatges, i 34 famílies. La densitat de població era de 104,8 habitants per km².
Dels 50 habitatges en un 30% hi vivien nens de menys de 18 anys, en un 54% hi vivien parelles casades, en un 14% dones solteres, i en un 32% no eren unitats familiars. En el 30% dels habitatges hi vivien persones soles el 18% de les quals corresponia a persones de 65 anys o més que vivien soles. El nombre mitjà de persones vivint en cada habitatge era de 2,28 i el nombre mitjà de persones que vivien en cada família era de 2,79.
Per edats la població es repartia de la següent manera: un 24,6% tenia menys de 18 anys, un 5,3% entre 18 i 24, un 24,6% entre 25 i 44, un 25,4% de 45 a 60 i un 20,2% 65 anys o més.
L'edat mediana era de 43 anys. Per cada 100 dones de 18 o més anys hi havia 72 homes.
La renda mediana per habitatge era de 27.500 $ i la renda mediana per família de 33.750 $. Els homes tenien una renda mediana de 22.500 $ mentre que les dones 13.750 $. La renda per capita de la població era de 14.432 $. Entorn del 23,5% de les famílies i el 24,8% de la població estaven per davall del llindar de pobresa.

## Poblacions més properes
El següent diagrama mostra les poblacions més properes.